# Apolakkiá
Apolakkiá är en ort i Grekland.   Den ligger i prefekturen Nomós Dodekanísou och regionen Sydegeiska öarna, i den sydöstra delen av landet, 400 km sydost om huvudstaden Aten. Apolakkiá ligger 51 meter över havet och antalet invånare är 415.
Terrängen runt Apolakkiá är kuperad åt nordost, men åt sydväst är den platt. Havet är nära Apolakkiá åt sydväst.Runt Apolakkiá är det glesbefolkat, med 8 invånare per kvadratkilometer. Närmaste större samhälle är Émponas, 18,8 km norr om Apolakkiá. 